# دره تخت
دره تخت یکی از روستاهای زیبا و دیدنی است که در کوهپایه‌های قلل سر به فلک کشیده اشترانکوه در بخش مرکزی شهرستان ازنا قرار گرفته‌است. این روستا که نامزد توسعه گردشگری سازمان گردشگری ایران قرار گرفته دارای حدود ۵۰۰ نفر جمعیت می‌باشد. شغل اغلب مردم آن دامداری و کشاورزی است. ساکنان آن از ایل بختیاری و اکثرا از طوایف سالاروند و حاجیوند هستند  . دره تخت به علت قرار گرفتن در کوهپایه اشترانکوه و بهره‌مندی از آب دائم و روان در ارتفاع، نیروگاه تولید برق دارد که علاوه بر تأمین برق روستاهای همجوار به شبکه سراسری برق نیز وارد می شود. همچنین این روستا دارای مزرعه‌های متعدد پرورش ماهی قزل آلای رنگین کمان با ظرفیت‌های گوناگون است. طبیعت زیبای این روستا و قرار‌گیری آن در مجاورت بلندترین قله‌های اشترانکوه از جمله سن بران، گل گل، کول جنو و میرزایی سبب محبوبیت آن در بین طبیعت‌گردان و کوهنوردان شده و هر ساله طیف وسیعی از مردم سراسر ایران و حتی خارج از ایران را جذب خود می کند. در ضلع شمالی دره تخت رشته کوه سفید کوه کوچک که از جمله مناطق حفاظت شده محسوب می شود قرار دارد و ضلع جنوبی توسط کوه‌های اشترانکوه محصور شده است. رودخانه مابره از این روستا سرچشمه می‌گیرد که پس از پیوستن به رودخانه سزار در شهرستان دورود و پس از آن رودخانه بختیاری به رود دز می ریزد.